# Alternativa di Tits
In matematica, l'alternativa di Tits, dal nome del matematico francese Jacques Tits che l'ha formulata e che ha contribuito a valergli la vittoria del Premio Abel 2008, è un teorema così definito in origine:

## Definizione formale
Il teorema, dimostrato dallo stesso Tits, asserisce quanto segue:
| Sia {\displaystyle G} un gruppo lineare finitamente generato su un campo commutativo. Si verificano allora le due possibilità seguenti: - O il gruppo è virtualmente risolubile (ad esempio contiene un sottogruppo risolubile di indice finito) - OPPURE il gruppo dato contiene un gruppo libero non abeliano (ad esempio, ha un sottogruppo isomorfico al gruppo libero su due generatori) Variante: - o {\displaystyle G} contiene due matrici che non soddisfano alcuna relazione moltiplicativa non banale; - oppure {\displaystyle G} contiene un sottogruppo {\displaystyle H} di indice finito in {\displaystyle G} che conserva una bandiera completa. |

## Conseguenze
Un gruppo lineare non è amenabile se e solo se contiene un gruppo libero non abeliano (quindi la congettura di von Neumann, che non è vera in generale, lo è per i gruppi lineari).
L'alternativa di Tits è un ingrediente importante nella dimostrazione del teorema di Gromov sui gruppi di crescita polinomiale. Infatti, l'alternativa stabilisce essenzialmente il risultato per i gruppi lineari (lo riduce al caso dei gruppi risolubili, che possono essere trattati con mezzi elementari).

## Generalizzazione
Nella teoria geometrica dei gruppi, un gruppo {\displaystyle G} si dice che soddisfa l'alternativa di Tits se per ogni sottogruppo {\displaystyle H} di {\displaystyle G} o {\displaystyle H} è virtualmente risolubile o {\displaystyle H} contiene un sottogruppo libero non abeliano (in alcune definizioni questa condizione è necessaria essere soddisfatta solo per tutti i sottogruppi di G finitamente generati).
Esempi di gruppi che soddisfano l'alternativa Tits che non sono lineari, o almeno non è noto se siano lineari:
- Gruppi iperbolici
- Mapping class group[5][6]
- Out(Fn)
- Certi gruppi di trasformazioni birazionali di superfici algebriche[7]

Esempi di gruppi che non soddisfano l'alternativa di Tits sono:
- Il gruppo di Grigorchuk
- Il gruppo F di Thompson

## Dimostrazione
La dimostrazione dell'originale alternativa di Tits si ricava osservando la chiusura Zariski di {\displaystyle G} in {\displaystyle \mathrm {GL} _{n}(k)}. Se è risolubile allora il gruppo è risolubile. Altrimenti si guarda l'immagine di {\displaystyle G} nel componente Levi. Se non è compatto allora un argomento ping-pong completa la dimostrazione.
Se è compatto allora o tutti gli autovalori degli elementi nell'immagine di {\displaystyle G} sono radici dell'unità e quindi l'immagine è finita, oppure si può trovare un'inclusione di {\displaystyle k} in cui applicare la strategia del ping-pong.
Si noti che anche la dimostrazione di tutte le generalizzazioni di cui sopra si basa sul lemma del ping-pong.